# بني صلاح (مبين)

تعديل مصدري - تعديل

بني صلاح هي إحدى قرى عزلة بني الشومي بمديرية مبين التابعة لمحافظة حجة، بلغ تعداد سكانها 159 نسمة حسب تعداد اليمن لعام 2004.